# Maurice-Ruben Hayoun
 (février 2014).
Si vous disposez d'ouvrages ou d'articles de référence ou si vous connaissez des sites web de qualité traitant du thème abordé ici, merci de compléter l'article en donnant les références utiles à sa vérifiabilité et en les liant à la section « Notes et références ».
Pour les articles homonymes, voir Hayoun.
Maurice-Ruben Hayoun, né le 21 septembre 1950 à Agadir, est un philosophe (spécialisé dans la philosophie juive), exégète et historien français.

## Biographie
Spécialiste de philosophie juive en général et de la philosophie juive médiévale en particulier, Maurice-Ruben Hayoun est également spécialiste de la pensée judéo-allemande moderne (de Moïse Mendelssohn à Gershom Scholem) et de la philosophie arabo-musulmane de l'âge d'or (Averroès, Ibn Badja, Avicenne).
Il est professeur des universités (Strasbourg, Bâle, Heidelberg).
Spécialiste de l’histoire intellectuelle, il a publié plusieurs livres sur les racines culturelles et spirituelles de l’Europe, notamment les Lumières de Cordoue à Berlin.
Il participe régulièrement aux matinales de Radio-Cité et aux émissions de Genève à chaud de Pascal Décaillet sur la chaîne Léman Bleu.
Ses articles ont été récemment réunis en un volume paru en 2005 chez Armand Colin (Ecoute Israël, Ecoute France).
Il est candidat à la succession de Jean-Marie Lustiger à l'Académie française, obtenant une voix.
Vice-président de l'association Fraternité d’Abraham, il s’est occupé du problème de la laïcité et du dialogue inter-religieux. Il est reçu en cette qualité par le pape Jean-Paul II au Vatican, en février 2000.
Il entretient une correspondance avec Benoît XVI portant sur l’étude des grands penseurs juifs allemands du XIXe siècle.

## Œuvres
- La Philosophie et la théologie de Moïse de Narbonne (1300-1362), Tübingen, Mohr, 1989.
- Moshé Narboni, Tubingen, Mohr, 1986.
- L'Exégèse philosophique dans le judaïsme médiéval, Tubingen, Mohr, 1993
- Eliya Delmédigo (1460-1493). L'examen de la religion. Paris, Cerf, 150 pages
- Les Mémoires de Jacob Emden ou l'anti-Sabbataï Zewi, Traduit de l'hébreu, Cerf, 1992
- Gershom Scholem. Le nom et les symboles de Dieu dans la mystique juive. Paris, Cerf, 1983, 1989. (textes rassemblés, traduits de l'allemand avec une introduction)
- Gershom Scholem. La kabbale, les thèmes fondamentaux, Paris, Cerf, 1985. (Traduction de l'allemand avec une introduction)
- Georg M. Langer, L'érotique de la kabbale, Solin/ Actes Sud, 1990.
- Gershom Scholem. De la création du monde jusqu'à Varsovie, Paris, Cerf, 1990. (textes édités, traduits de l'allemand avec une introduction)
- Salomon Maïmon. Histoire de ma vie. Paris, Berg international,1984.
- Samson-Raphaël Hirsch. Les dix-neuf épîtres sur le judaïsme Paris, Cerf,1987.
- Franz Rosenzweig. Le livret de l'entendement sain et malsain Paris, Cerf,1988.
- Theodor Lessing. La haine de soi : le refus d'être juif, Paris, Berg, 1991. Réédition 2002
- Heinrich Grätz (1817-1892). La construction de l'Histoire juive, suivi de Gnosticisme et judaïsme, Cerf, Paris, janvier 1992.
- Léo Baeck (1873-1956). L'Essence du judaïsme. PUF, 1993.
- Hermann Cohen (1843-1918). L'éthique du judaïsme. Cerf, 1994.
- Les Lumières de Cordoue à Berlin : une histoire intellectuelle du  judaïsme, Pocket, Agora, 2007/8.
- Salomon Maïmon. Commentateur du Guide des égarés de Moïse Maïmonide, Le Cerf, 1998.
- Le Zohar, aux origines de la mystique juive, éd. Noêsis, 1999, réédité chez Pocket en 2005.
- Gershom Scholem : un Juif allemand à Jérusalem. PUF, Paris, 2002.
- Léo Baeck. Les Evangiles, une source juive, traduit de l’allemand avec une introduction, Bayard, 2001
- Le judaïsme (coll. 128 pages). (Armand Colin)  2003
- La philosophie juive. Armand Colin, Collection U, 2004.
- Geschichte der jüdischen Philosophie. Wissenschaftliche Buchgesellschaft, Darmstadt, 2004,
- Maïmonide, Paris, éd. Entrelacs, Collection Sagesses éternelles. 2005.
- Écoute, Israël, Écoute, France – Sachons préserver notre héritage commun, Armand Colin, 2005.
- Léo Baeck. Ce peuple. L’existence juive. (Berlin, 1956 ; Gütersloh, G.S. 1996), traduction française avec introduction, postface et bibliographie. 2007.
- Petite histoire de la philosophie juive. Paris, Ellipses, 2008.
- Renan. la Bible et les juifs. Paris, Arléa, 2008.
- Maimonide. Paris, Ellipses, 2009.
- Abraham. Un patriarche dans l'histoire. Paris, Ellipses, 2009.
- La Kabbale. Préface de Jacques Attali, Paris, Ellipses, 2011

### Dans la collectionQue sais-je?(PUF)
- Maïmonide, 1987, 2000.
- La science du judaïsme, 1997
- La liturgie juive, 1996.
- La philosophie médiévale juive, 1991
- La littérature rabbinique, 1990
- Le judaïsme moderne, 1985, 1989, 2002 (a été récemment traduit en grec moderne et distribué avec le quotidien d’Athènes, TO VIMA)
- L’exégèse juive, 2000
- Moïse Mendelssohn, 1997
- Maïmonide et la pensée juive, 1994

### Œuvres en collaboration
- Averroès et l'averroïsme, coll. Que sais-je ?, PUF, Paris, 1991
- Introduction au talmud et au Midrash, H. L. Strack, G.Stemberger et M-R.Hayoun, Paris, Cerf, 1986.
- Gershom Scholem, de Berlin à Jérusalem, Paris, 1984.
- Synagogues, coll. Que sais-je ?, PUF, 1998
- L’historiographie juive, coll. Que sais-je ?, PUF, 2002

## Récompenses et  distinctions
- Lauréat de fondations et de prix étrangers (Fondation Alexandre de Humboldt, Fondation Berliner Schloss – Humboldtforum (de))
- Officier de la Légion d'honneur le 13 février 2007 puis commandeur le 13 juillet 2012
- Officier de l’ordre du Mérite fédéral allemand
- Grand insigne d’honneur de la République fédérale d’Autriche
- Prix Gegner pour son œuvre sur Maimonide décerné en 1995 sur proposition du professeur Roger Arnaldez, membre de l’Institut, l’Académie des sciences morales et politiques